# Фома Эдесский
Фома Эдесский (ум. ок. 540 года) — богослов Церкви Востока, автор произведений на сирийском языке, большинство из которых утрачены.
Сведения о жизни Фомы сохранились в житии Абы I патриарха Востока в 540−552 годах. Исходя из прозвища ūrhāyā считается, что он был уроженцем Эдессы, на рубеже VI находившейся под контролем Византии. Там приблизительно в 520 году он встретился с будущим патриархом, в то время преподавателя в Нисибинская школа. Фома присоединился к Мар Абе в его путешествии по средиземноморским богословским центрам. Вместе они посетили Александрию и Афины. О встрече с ними в Александрии упоминает Козьма Индикоплов. Фома вместе с Мар Абой вернулся в Нисибис и преподавал там. Умер на пути в Константинополь до избрания Мар Абы патриархом.
Поскольку Фома присоединился к Нисибинской школе, он, скорее всего, и до того был последователем Феодора Мопсуестийского, изучение богословского наследия которого было основной задачей школы с середины V века. Собственные сочинения Фомы, перечень которых приводит митрополит Абдишо, включают рассуждения по поводу праздников Рождества Христова и Богоявления, послание о песнопениях, опровержения ересей и трактат против астрологии. Все они считались утраченными, пока в 1885 году не были обнаружены халдейским монахом Самуэлем Джамилем в Сиирте. Рукопись XVI века включала оба рассуждения Фомы, а также труды его продолжателя Кира Эдесского. Рукопись было утрачена около 1915 года, но с неё были сделаны копии. До настоящего времени единственным изданием трудов Фомы является латинский перевод рассуждения о Рождестве, изданный в 1898 году.

## Публикации
- Thomae Edesseni Tractatus de nativitate Domini Nostri Christi: textum syriacum. — Rome : Accademia dei Lincei, 1898.